# Abramová
Abramová é um município da Eslováquia, situado no distrito de Turčianske Teplice, na região de Žilina. Tem 12,64 km² de área e sua população em 2018 foi estimada em 177 habitantes.

## Demografia
| Ano:        | 1994 | 2004   | 2014    | 2024   |
| ----------- | ---- | ------ | ------- | ------ |
| Broj ljudi: | 144  | 154    | 191     | 194    |
| Razlika:    |      | +6,94% | +24,02% | +1,57% |

| Ano:               | 2023 | 2024   |
| ------------------ | ---- | ------ |
| Número de pessoas: | 190  | 194    |
| Diferença:         |      | +2,10% |